# Ferdinand Claiborne
Ne doit pas être confondu avec Ferdinand Claiborne Latrobe.
Pour les articles homonymes, voir Claiborne.
Ferdinand Claiborne (né en 1773 dans le comté de Sussex en Virginie, mort en 1815), est un général américain, commandant de la milice du Territoire du Mississippi durant la guerre Creek et la guerre anglo-américaine de 1812.

## Biographie

### Premières années
Né dans le comté de Sussex, en Virginie, il commence son service militaire en 1793 dans la 1re sous-légion. Promu au grade de lieutenant en 1794, Claiborne combat à la bataille de Fallen Timbers, sous le commandement du général Anthony Wayne. À la fin de la guerre indienne du Nord-Ouest, il sert en tant que recruteur à Richmond et à Norfolk, avant de retourner dans le Territoire du Nord-Ouest pour servir en qualité d'adjudant-général. Promu au grade de capitaine en 1799, Claiborne donne sa démission le 1er janvier 1802 et part pour Natchez, au Mississippi.

### Vie dans le Territoire du Mississippi
Au moment de son départ pour Natchez, son frère William Claiborne occupe le poste de gouverneur et surintendant des Affaires indiennes pour le Territoire du Mississippi. Élu en 1804 pour servir dans la 3e Assemblée générale du Territoire du Mississippi, Claiborne connaît une rapide ascension. Nommé colonel de la milice du comté d'Adams, il reçoit l'ordre en 1806 de dépêcher une unité en soutien au général James Wilkinson au cours de l'expédition de la Sabine (en). Un différend politique entre Claiborne et le gouverneur Robert Williams (en) conduit aux révocations de ses commissions comme colonel de milice et magistrat.

### Guerre de 1812 et guerre Creek
Un changement dans l'administration territoriale conduit le gouverneur David Holmes à demander au Président des États-Unis de donner à Claiborne une commission de brigadier-général de la milice du territoire. Approuvée par le législature en 1809, cette nomination est faite en 1811. Lorsque la guerre avec le Royaume-Uni est déclarée en 1812, il est fait colonel des volontaires du Mississippi avant d'être promu général de brigade des volontaires en mars 1813.

## Sources
- (en) Cet article est partiellement ou en totalité issu de l’article de Wikipédia en anglais intitulé « Ferdinand Claiborne » (voir la liste des auteurs).
- Rowland, Dunbar (1907), Encyclopedia of Mississippi History: Comprising Sketches of Counties, Towns, Events, Institutions and Persons. S. A. Brant. p. 423–424.
- Heidler, David S. (2004). Jeanne T. Heidler, ed. Encyclopedia of the War of 1812 (1st Naval Institute Press pbk. ed. ed.). Annapolis, Md.: Naval Institute Press. p. 106–107, 163, 354.  (ISBN 1591143624).
- Rowland, Dunbar (1907). Mississippi: Comprising Sketches of Towns, Events, Institutions, and Persons, Arranged in Cyclopedic Form, Volume 2. Southern Historical Publishing Association. p. 79.
- "Fort Claiborne Marker". Hmdb.org. 26 September 2011. Retrieved 1 July 2012.